# あずさ書店
あずさ書店 (あずさしょてん) は東京都新宿区に本社を置く出版社。

## 経緯
- 1978年11月、自費出版の受託で『茫漠の曠野ノモンハン』（松本草平著）を出版
- 1981年3月、最初のISBNコード入り出版物として、斉藤裕詩集『魚網と琥珀』を出版
- 1984年7月、千代田区神田神保町から千代田区五番町に移転
- 1985年2月、地方小出版流通センターとの取引を開始
- 1995年10月、千代田区五番町から新宿区西新宿に移転
- 2002年4月、出版社リーブルと合併し、トーハン、大阪屋、太洋社（2016年3月破産申請）、栗田出版販売（2015年6月民事再生法適用申請、16年4月大阪屋栗田が発足）との取引を開始
- 2004年7月、他社の出版物の販売窓口事業を開始
- 2016年4月、他社出版物の販売窓口事業を縮小、廃止へ向かう

## 主な出版物
- 河内山譲・南治編著『虎部隊戦記－栄光の司令部偵察隊』1979年11月
- 満拓会編『満洲開拓・死地からの脱出』1984年1月
- 渋沢和男『わが父 渋沢秀雄』1985年2月
- 栗原光沢吉『大正の東京盲学校』1986年1月
- 高橋寿臣・天野恵一編『打ちくずせ天皇制』1989年2月
- 飯干陽『木村小舟と「少年世界」』1992年10月
- 武藤輝彦『日本の花火のあゆみ』2000年10月
- 小川弘『哲学から信仰・宗教を見る』2002年8月
- あずさ書店編集部『幻の大寺院 若沢寺を読みとく』2010年9月
- 香川邦生・大内進・澤田真弓・柿澤敏文『我が国における弱視教育の展開』2013年12月
- 内山健『脱原発』2014年12月
- 『古文書を聴く－鴨志田昌夫歴史論文集』2016年9月